# Johann Franz von Schaffgotsch

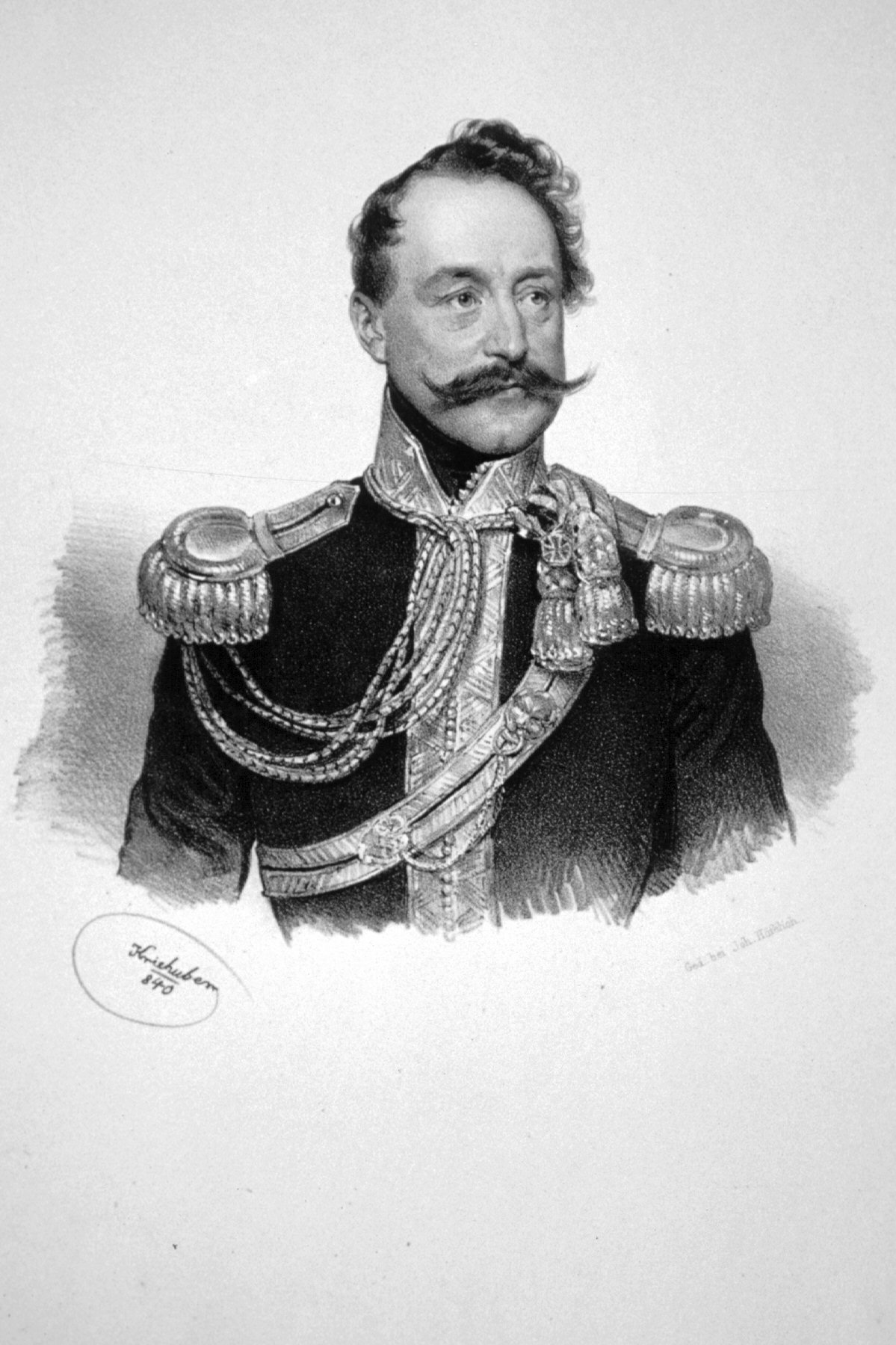
Johann Franz von Schaffgotsch

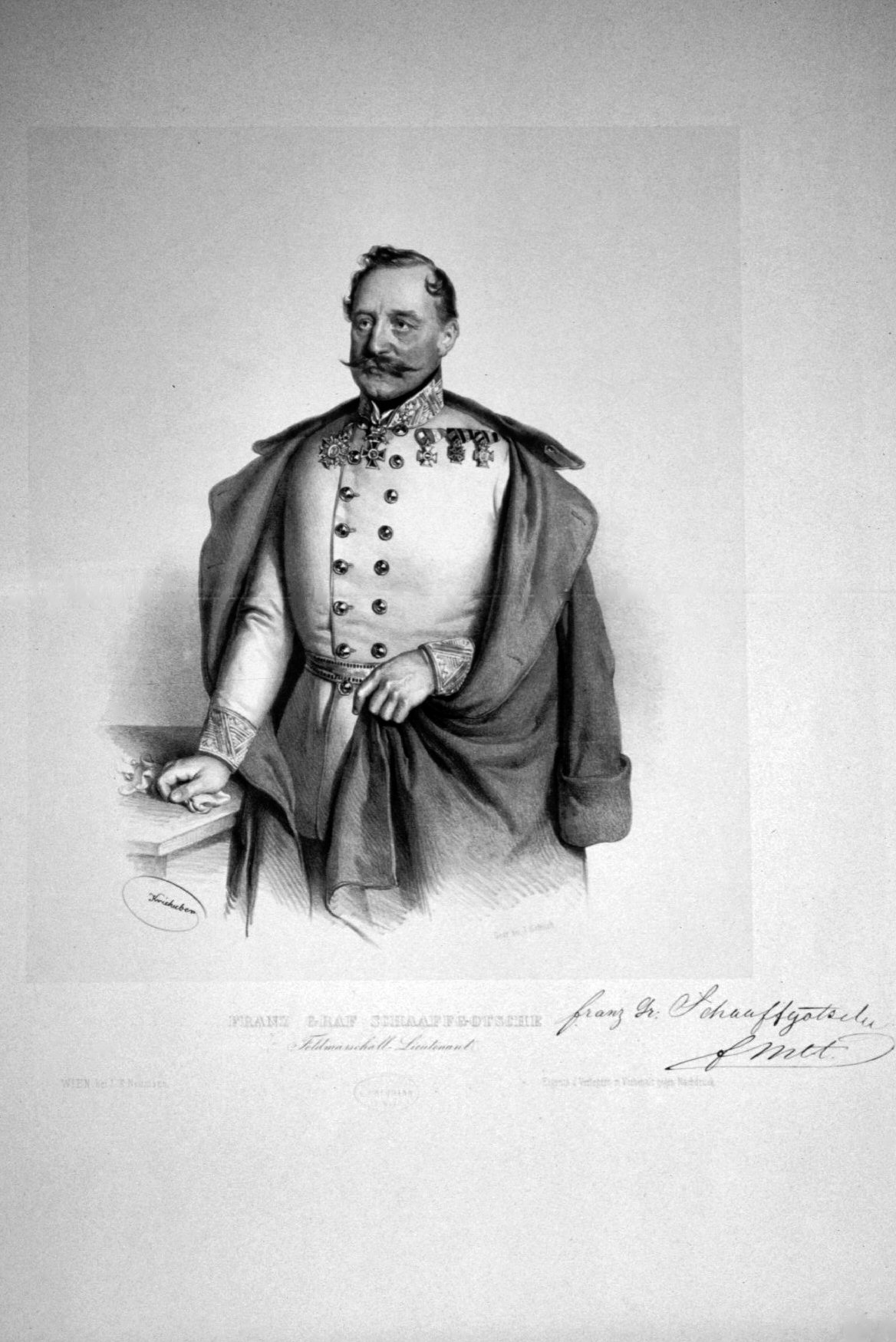
Johann Franz Graf von Schaffgotsch, Lithographie von Josef Kriehuber, 1850

Graf Johann Franz de Paula von Schaffgotsch, Freiherr von und zu Kynast und Greiffenstein (* 30. Juni 1792 in Brünn; † 3. November 1866 ebenda), kaiserlich-österreichischer General der Kavallerie.

## Herkunft
Johann Franz von Schaffgotsch entstammte dem Adelsgeschlecht Schaffgotsch. Er war der Sohn des Grafen Johann Ernst Maximilian von Schaffgotsch (* 19. August 1742; † 27. Mai 1825) aus dessen zweiter Ehe mit Johanna Nepomucena Candida von Blümegen (* 3. Oktober 1765; † 7. Februar 1811). Sein Bruder Anton Ernst war Bischof von Brünn.

## Leben
Johann Franz trat 1808 beim Chevaulegers-Regiments Vincent ins kaiserliche Heer ein. 1809 nahm er als Oberleutnant an der Schlacht bei Aspern teil. 1813 kämpfte er als Rittmeister im Kürassier-Regiment Nr. 6 in der Völkerschlacht bei Leipzig und 1814 in Nordfrankreich. Im Feldzug 1815 erfolgte seine Wiederkehr zum Chevaulegers-Regiment Vincent nach Italien, wo er sich am Zug nach Neapel beteiligte. Im Juni 1834 wurde er Oberst beim Uhlanen-Regiment Schwarzenberg, bei dem er bis 1841 verblieb. Am 4. Juni 1841 wurde er zum Generalmajor und am 27. März 1848 zum Feldmarschallleutnant befördert.
Im März 1848 erhielt er eine Division des II. Korps unter FML d’Aspre bei der Italienarmee unter FM Radetzky. Seine unterstellten Brigaden unter Fürst Edmund Schwarzenberg, Fürst Friedrich Liechtenstein und Graf Samuel Gyulay zeichneten sich am 23. und 24. Juli besonders bei Sona, Bussolengo, Santa Giustina und Sommacampagna aus. Die Sarden mussten darauf in der Schlacht von Custozza die Stellung bei San Giorgio und Salice aufgeben.
Im Feldzug von 1849 zeichnete sich seine Division am 23. März auch in der Schlacht bei Novara aus. Graf Schaffgotsch sandte trotz eigener Bedrängnis dem um Hilfe rufenden Erzherzog Albrecht ein Bataillon Kinsky und die Wiener Freiwilligen zur Unterstützung und ermöglichte dadurch den erfolgreichen Gegenangriff am rechten Flügel bei Olengo. Für seine Tätigkeiten im Feldzug 1848 und 1849 erhielt er 1850 das Ritterkreuz des Maria Theresien-Ordens und wurde zum Chef des Kürassier-Regiments Nr. 5 ernannt. Am 16. November 1856 wurde er zum General der Kavallerie befördert und 1858 zum kommandierenden General in Mähren und Schlesien berufen. Im Juni 1859 führte er in der Schlacht von Solferino im Verband der 1. Armee unter dem Oberbefehl von FZM Franz von Wimpffen das IX. Korps bei Medole. Am 6. November 1859 wurde er schließlich aus der kaiserlichen Armee verabschiedet.

## Familie
Aus seiner am 30. Januar 1817 geschlossenen Ehe mit Ernestine von Lamberg (* 8. Mai 1791; † 29. April 1858) entstammen mehrere Kinder:
- Ernst (1818–1819)
- Johanna Nepomucena (1819–1862)
- Karolina Franziska Marianne (* 13. September 1820; † 9. Oktober 1876) ⚭ 1843 Graf Jaromír Czernin von und zu Chudenitz (* 13. März 1818; † 26. November 1908)
- Maria (1824–1827)
- Franz de Paula (* 22. Juni 1829; † 20. Januar 1908) ⚭ 1855 Gräfin Maria Anna von Schönborn-Buchheim (* 27. August 1836; † 15. Februar 1921)